# Bertrand Carletti
Pour les articles homonymes, voir Carletti.
Bertrand Carletti est un joueur de volley-ball français né le 19 avril 1982 à Toulon (Var). Il mesure 2,05 m et joue passeur. Il totalise 2 sélections en équipe de France.

## Clubs
| Club                  | Pays   | De        | À         |
| --------------------- | ------ | --------- | --------- |
| Harnes Volley-Ball    | France | 2000-2001 | 2001-2002 |
| Avignon Volley-Ball   | France | 2002-2003 | 2002-2003 |
| Arago de Sète         | France | 2003-2004 | 2004-2005 |
| Sisley Trévise        | Italie | 2005-2006 | 2005-2006 |
| Fiorese Spa Bassano   | Italie | sep 2006  | jan 2007  |
| Edilesse Cavriago     | Italie | jan 2007  | avr 2007  |
| Marmi Lanza Verona    | Italie | sep 2007  | jan 2008  |
| Famigliulo Corigliano | Italie | jan 2008  | avr 2008  |
| Marseille Volley 13   | France | 2008-2009 | 2009-2010 |
| Sisley Trévise        | Italie | 2009-2010 | …         |

## Palmarès
- Supercoupe d'Italie (1)
  - Vainqueur : 2005
- Ligue des champions (1)
  - Vainqueur : 2006